# The Flying Saucer (canción)
"The Flying Saucer" (también conocido como "The Flying Saucer Parts 1 & 2") es una canción novedad publicada por Bill Buchanan y Dickie Goodman (en los créditos aparecen simplemente como "Buchanan & Goodman") que se convirtió en el número 3 de las listas de popularidad en los Estados Unidos de 1956. Se considera que la canción es un ejemplo temprano (quizás el más temprano) de un mashup, que presenta segmentos de canciones populares entrelazadas con comentarios de "noticias" habladas para contar la historia de la visita de un platillo volador. 
Bill Buchanan interpreta al locutor de radio, afirmando que los hombres espaciales están atacando la Tierra. Dickie Goodman interpreta al reportero John Cameron-Cameron (una obra del locutor John Cameron Swayze). Goodman volvería a interpretar este personaje en varios otros discos de 'Flying Saucer'. Demers señala que la mezcla intentaba ser una imitación fárcica o paródica de la producción para radio de La guerra de los mundos de Orson Welles.

## Estructura
La canción utiliza clips de 17 canciones diferentes, cada una de las cuales fue parte del top 20 en 1955 o 1956. En orden de aparición: 
1. Lado A
  - "Open Up That Door" de Nappy Brown (sólo la introducción de saxofón)
  - "The Great Pretender" de The Platters (referenciada como "Too Real" de The Clatters)
  - "I Want You to Be My Girl" de The Teenagers featuring Frankie Lymon
  - "Long Tall Sally" de Little Richard
  - "Poor Me" de Fats Domino
  - "Heartbreak Hotel" de Elvis Presley
  - "Earth Angel" de The Penguins (referenciada como "Earth" de The Pelicans)
  - "I Hear You Knocking" de Smiley Lewis (referenciada como "Knocking" de Laughing Lewis)
  - "Tutti Frutti" de Little Richard
  - "(You've Got) The Magic Touch" de The Platters (referenciada como "Uh-Oh" de The Clatters)
  - "The Great Pretender" de The Platters
2. Lado B
  - "Band of Gold" de Don Cherry
  - "Ain't That A Shame" de Fats Domino (referenciada como "That's A Shame" de Skinny Dynamo)
  - "Band of Gold" de Don Cherry
  - "Don't Be Angry" de Nappy Brown
  - "Blue Suede Shoes" de Carl Perkins (referenciada como "Shoes" de Pa Gherkins)
  - "Maybellene" de Chuck Berry (referenciada como "The Motor Cooled Down" de Huckle Berry)
  - "See You Later Alligator" de Bill Haley & His Comets
  - "My Prayer" de The Platters

## Lanzamiento y recepción
"The Flying Saucer" alcanzó la posición 3 en el ranking de Billboard en 1956. 
Algunas copias originales tienen una "L" escrita a mano al comienzo del nombre original de la etiqueta "Universo" (pronunciado Looney-verse) como resultado de que el sello discográfico Universe ya existía en ese momento. La mayoría de las copias muestran la palabra entera "Luniverse" con tipografía. 
Una versión editada de "The Flying Saucer" para las recopilaciones de Dickie Goodman Greatest Hits (1983) y Greatest Fables (1997) presenta clips falsos regrabados de "Tutti Frutti" y "Band Of Gold".  Los segmentos para "Long Tall Sally" y "(You've Got) The Magic Touch" se eliminaron por completo. 
La grabación también contiene un mensaje secreto temprano, y deliberadamente al revés, en la segunda parte. El mensaje alienígena en su propio idioma es "precaución, secretario de defensa" cuando se reproduce hacia atrás. 
La grabació completa fue inmediatamente cubierta por Sid Noel y sus soldados del espacio (Aladdin 3331—7 / 56), y nuevamente en una forma más corta, por Alan Freed, Al "Jazzbo" Collins y Steve Allen ("The Space Man" - Coro 9 -61693—1956), y nuevamente en 1960 por Geddins & Sons ("Space Man" —Jumpin '50001—1960), y nuevamente a finales de los años 50, pero con muchas variantes del original, por Dewey, George & Jack Y los botones ("Flying Saucers Have Landed" —Raven 700). 
Incluso hubo una grabación de respuesta, llamada "The Answer To The Flying Saucer OVNI (Men From Mars)" de Syd Lawrence and Friends — Cosmic 1001 / 1002—1956, que se burlaba de Buchanan y Goodman al desafiarlos, en la grabación, a demandar al artista por copiar su estilo. Ese atrevimiento a burlarse se debió al hecho de que la grabación fue controvertida desde el momento en que llegó a los estantes. Su amplio uso del "sampleo" llevó a los editores de música a presentar una demanda contra Buchanan y Goodman en julio de 1956. Los dos hombres también fueron atacados verbalmente por compañías discográficas, y una fuente anónima le dijo a Billboard: "Si no podemos detener esto, nada está seguro en nuestro negocio". Si bien "The Flying Saucer" no fue el primer disco en citar canciones famosas (ver "Cool Whalin'" de Babs Gonzales), fue el primer disco popular en 'samplear' directamente de los mismos discos. Los comediantes se burlaron de su propio apuro al emitir una canción al respecto, "Buchanan and Goodman on Trial" (Luniverse 102). En noviembre de 1956, la canción ganó el juicio, siendo etiquetada como ingeniosa e inteligente. Un juez se negó a emitir una orden judicial que prohibiera la venta del disco. Esencialmente, el disco fue considerado una nueva obra. Esto hizo legal que los artistas 'samplearan' discos existentes, una práctica que se hizo muy popular en los años siguientes. Otros discos de muestreo (sampling) de 1956 incluyen "Marty on Planet Mars" (Novedad 101) y "Dear Elvis" (Plus 104). 
La grabación de 1964, "The Beatle Flying Saucer", acreditada a "Ed Solomon" (Diamante D-160), se estructuró de la misma manera que el original de Buchanan & Goodman. 
El comediante Albert Brooks parodió discos de platillos volantes en su álbum A Star is Bought (1975). El productor del disco fue advertido por expertos de la industria que no podría pagar los derechos de los clips de las canciones, por lo que decidió fabricar canciones de rock and roll y usar clips de sus creaciones. 

## Repercusiones
Joana Demers considera que The Flying Saucer es una obra pionera en el fenómeno del remix, y que al igual que ésta, muchos de los subsiguientes mashups musicales, comenzaron como un fenómeno ilegal y clandestino.

## Lista de éxitos
| Chart (1956)                          | Posición |
| ------------------------------------- | -------- |
| EE. UU. Billboard Hot 100 (Billboard) | 3        |